# Achaetorisa brevicornis
Achaetorisa brevicornis är en tvåvingeart som beskrevs av Papp 1980. Achaetorisa brevicornis ingår i släktet Achaetorisa och familjen vattenflugor.
Artens utbredningsområde är Marocko. Inga underarter finns listade i Catalogue of Life.